# Phrynomedusa vanzolinii
Phrynomedusa vanzolinii är en groddjursart som beskrevs av Cruz 1991. Phrynomedusa vanzolinii ingår i släktet Phrynomedusa och familjen lövgrodor. IUCN kategoriserar arten globalt som otillräckligt studerad. Inga underarter finns listade i Catalogue of Life.